# Casa Panigarola
La casa Panigarola (ou casa dei Panigarola), également connue comme le palazzo dei Notai (palais des Notaires), est un bâtiment historique de la ville de Milan, en Italie. Elle occupe le côté sud-ouest de la piazza Mercanti, centre de la cité milanaise à l'époque médiévale.

## Histoire
Ce monument tire son nom de la Maison des Panigarola, famille de notaires originaire de Gallarate, et qui en fut le propriétaire jusqu'en 1741. Le bâtiment servit donc de siège notarial, dont le rôle était intimement lié au palazzo della Ragione qui lui est contiguë, et où des procès se tenaient.

## Description
Le palais est implanté sur le côté sud-ouest de la Piazza Mercanti. Si sa structure d'origine remonte à la commune médiévale de Milan, le bâtiment fut en grande partie reconstruit au XVe siècle dans le style gothique. La façade fut dessinée par Giovanni Solari en 1466 et intensivement restaurée en 1899 par Luca Beltrami. Une nouvelle restauration, plus mineure, fut réalisée en 1967, sous la supervision de Antonio Cassi Ramelli.
Sur le sol du portique se trouve un remarquable relief orné d'un biscione, emblème de Milan lors du règne des Sforza. Une plaque datée de 1448 constitue un autre élément remarquable de la décoration du palais. Cette plaque, signée par Tommaso da Caponago, avocat au XVe siècle, avertit le lecteur des périls que comporte le fait de recourir à la loi pour résoudre les conflits.